# Serravalle di Carda
Serravalle di Carda è una piccola frazione del comune di Apecchio in provincia di Pesaro-Urbino.

## Geografia fisica
L'abitato posto a 800 m s.l.m., si trova arroccato su una delle pendici del monte Nerone da dove domina sulla zona del Corridoio Bizantino con  esposizione a mezzogiorno. Serravalle di Carda si trova quasi a ridosso del confine con l'Umbria, a 11 km dal capoluogo Apecchio e rispettivamente 40,5 km da Urbino, 40,8 km 
da Città di Castello;80 km da Pesaro e 63  km da Fano.

## Storia
Serravalle di Carda si sviluppa attorno all'anno mille vicino alla vecchia parrocchiale.
Papa Eugenio III nel 1145 la pone sotto la protezione diretta della Santa Sede, nel 1237 il paese è restituito al comune di Cagli per poi passare nelle mani degli Ubaldini della Carda, conti di Apecchio e quindi il borgo entra a far parte del ducato di Urbino. Con la fine della famiglia Della Rovere e quindi la devoluzione del ducato al diretto controllo della Chiesa nel 1631, Serravalle di Carda grazie alla legazione Apostolica di Urbino e Pesaro diventa comunità autonoma e sede di capoluogo. Con l'unità d'Italia, nel 1861, il comune di Serravalle di Carda viene soppresso e accorpato a quello di Apecchio.

## Economia
Una delle principali attività economiche del borgo rurale è il turismo; si trova infatti sulla strada che giunge alla cima del monte Nerone e alle piste da sci mentre d'estate è punto di partenza per gli appassionati di trekking o delle escursioni a cavallo e mountain bike.

## Eventi
- Luminamarzo - accensione del falò per la festa di San Giuseppe;
- Venerdì Santo – Passio - rappresentazione storico religiosa della passione e morte di Cristo; la manifestazione, a cui partecipano molti figuranti del paese, si ripete da 31 anni. Si rappresentano le seguenti scene:
  - L'Ultima cena con la lavanda dei piedi
  - La preghiera nell'orto degli ulivi con l'apparizione dell'angelo e la cattura di Gesù
  - Il processo di Caifa
  - il processo di Pilato con la flagellazione
  - l'impiccagione di Giuda
  - Via Crucis fino al monte della Crocifissione

Le scene si svolgono lungo le vie del paese che verranno animate da scene di vita quotidiana del tempo come il mercato, la locanda, il fornaio, il pastore con le pecorelle, ecc. La Passio è caratterizzato dalla scena della Crocifissione; particolarmente suggestiva perché il pubblico può seguire il dialogo di Gesù con Dio e con i ladroni e Maria ai piedi della croce.
- luglio - festa della montagna e Salsarone
- agosto - Nerone d'oro - spettacolo che abbina la gara canora di bambini dai 4 ai 14 anni a momenti di intrattenimento e cultura;
- 24 settembre - Festa Patronale